# Urbanovits Krisztina
Urbanovits Krisztina (Budapest, 1970. április 23. –) Aase-díjas magyar színésznő.

## Életpályája
1988-ban a Teleki Blanka Gimnáziumban érettségizett. 1998-ban művészettörténet szakos diplomát szerzett az ELTE-n. Összesen négyszer felvételizett sikertelenül a színművészeti főiskolára.  1995-2008 között a kaposvári Csiky Gergely Színház tagja volt, ahova Ascher Tamás hívta. 2008-tól szabadúszó. 2007-ben Száger Zsuzsával létrehozta a KV Társulatot. Több filmes és televíziós produkció rendszeres szereplője. 2001 őszén három hónapot töltött New Yorkban a C.E.C Artslink ösztöndíjasaként. 2013-ban a Színház- és Filmművészeti Egyetemen DLA fokozatot szerzett, témavezetője Ascher Tamás volt.

## Fontosabb színházi szerepei
- Roticsné (Molnár Ferenc: Üvegcipő, rendezte: Bezerédi Zoltán 1996)
- Serpina (Pergolesi: La Serva Padrona, rendezte: Bezerédi Zoltán 1997)
- Dejanira színésznő (Goldoni: Mirandolina rendezte: Keszég László 1998)
- Lise (Corneille: L’illusion comique rendezte: Almási-Tóth András 1999)
- Koldusasszony (Sondheim:Sweeney Todd rendezte:Ascher Tamás 1999)
- Grekova (Csehov:Platonov rendezte: Rusznyák Gábor 2000)
- Orsetta (Goldoni Chioggiai csetepaté rendezte: Znamenák István 2001)
- Steinun (A. Ibsen: Mennyország rendezte: Keszég László-Réthly Attila 2001)
- Illésházy Krisztinka (Huszka: Lili Bárónő rendezte: Babarczy László 2004)
- Ursina Petrovna (Rejtő-Hamvai-Darvas: Vesztegzár a Grand Hotelben rendezte: Ascher Tamás 2005)
- Sürge asszony (Shakespeare: Windsori víg nők rendezte: Kelemen József 2006)
- Didina Mazu (Caraggiale: Karnebál rendezte: Réthly Attila 2007)
- A kárhozat kertje Trafó, 2003 rendezte: Hudi László
- Anyiszja Tolsztoj: A sötétség hatalma Trafó, 2006 rendezte: Jay Scheib
- Rebecca Steinmann-Kunze: Vámpírok bálja 2007 (Pesti Magyar Színház)
- Martin Crimp: Attempts on her life 2008 (r. Göttinger Pál) Merlin
- Dan Gordon: Rainman (r. Anger zsolt) 2010 Belvárosi Színház
- Saara Turunen: Nyuszilány 2010 (r. Aleksis Meaney) Sirály
- Panodráma – Szóról szóra 2011 Trafó
- Panodráma – Tanulni, Tanulni, Tanulni, 2012 Trafó
- Panodráma – Az igazság szolgái, 2013 Trafó
- Dollár Papa Gyermekei – Otthon, 2014 (r. Ördög Tamás) Trafó
- Panodráma – Más nem történt 2015 (r. Pass Andrea) HK, Átrium
- Szabó Borbála: Szülői értekezlet 2015 (r. Végh Zsolt) Jurányi Ház
- Dollár Papa gyermekei – Tágra Zárt Szemek próbája 2016 (r. Ördög Tamás) Trafó
- Pintér Béla: Sütemények királynője 2016 (r. Markó Róbert) SZFE Ódry Színpad
- Diderot: Apáca (r. Ördög Tamás) 2017 Trafó, 2019 OSZMI
- Heiner Műller Quartett (r. Lakatos Márk-Lengyel Anna-Gulyás Anna) 2018, Trafó

KV Társulat előadásai:
- Fürdőszoba (író-rendező: Száger Zsuzsa, Urbanovits Kriszti) MU Színház, Thália Új Stúdió 2007/2008
- Caryl Churchill: Kék szív - felolvasószínház (r. Gigor Attila) 2008 MU Színház
- Workshop a Nemzeti Színházban (r.Aleksis Meaney) 2009
- Juhász Kristóf: Fellebbezés színész-rendező 2009 MU Színház
- Caryl Churchill: Hetedik mennyország felolvasószínház 2009 (r. Göttinger Pál) MU Színház
- Szilánkok (r. Baksa Imre) 2010 MU Színház
- Juhász Kristóf: Kitin Klán 2010 (r. Juhász Kristóf) FUGA
- Elzbieta Chowianec: Gardénia – felolvasószínház 2011 (r. Pelsőczy Réka) Merlin KDF
- KVT: Ünnepeink- performansz 2011 Sirály
- Elzbieta Chowianec: Gardénia 2011 (r. Pelsőczy Réka) Thália Színház
- Tamási Zoltán: Bagoly 2012 (r.Tamási Zoltán) Fogasház
- 12 hét színész (r. Novák Eszter) 2013, Jurányi Inkubátorház, Marczibányi tér
- Rába-Zöldi: Dermedési Pont 2013 (r. Rába Roland) Thália Színház
- Czukor-Szűcs: Függésben (r. Czukor Balázs) 2014 Kolibri Színház
- Bíró-Romankovics: Kiállok érted (r. Romankovics Edit) 2015, Stúdió K.
- Yasmina Reza: Egy élet háromszor (r.Ördög Tamás) 2016, Rózsavölgyi Szalon
- Terike & Irén – felolvasószínház (r.Markó Róbert) 2016, Trafó
- Dreamingpool – workshop bemutató (r.Kárpáti Péter) 2016, Trafó
- Caryl Churchill: Földi paradicsom (r. Ördög Tamás) 2017, Trafó
- Markó/Enyedi/KVT: Terike&Irén (r. Markó Róbert) 2018 (Mozsár)
- MÉDEIA (Euripidész műve nyomán) (r. Czukor Balázs) 2019 Trafó
- Enyedi/Szenteczki: Kedves Én! (r. Szenteczki Zita) 2019 Kugler art

## Film és televíziós munkái
- Kocsis Ágnes : Pál Adrienn (2008)
- Végh Zsolt- Stefanovics Angéla: Messze Európa (2009)
- Fapad (2015)
- Csak színház és más semmi (2015, 2016, 2017, 2018)
- Nagypál Orsolya: Nyitva (2017)
- Szilágyi Zsófia: Egy nap (2017)
- Orosz Dénes: Mimi (2018)
- Tóth Barnabás: Akik maradtak (2018)
- Gothár Péter: Hét kis véletlen (2018)
- Korhatáros szerelem (2018)
- Szabó István: Zárójelentés (2018)
- Egynyári kaland (2019)
- Nagy Viktor Oszkár: Más liga (2019)
- Akik maradtak (2019)
- A tanár (2021)
- Magyarázat mindenre (2023)
- …a szomszéd tehene (2024)
- Marsra magyar! (2024)
- BigBakShow (2025)

## Díjai
- Aase-díj (2024)[7]